# Odwód przeciwpancerny
Odwód przeciwpancerny - zorganizowany z pododdziałów artylerii przeciwpancernej, przeciwpancernych pocisków kierowanych, dział pancernych element ugrupowania bojowego.

## Odwód przeciwpancerny w obronie
W obronie odwodowi przeciwpancernemu wyznacza się 2-3 kierunki działania, na każdym z nich 1-3 rubieże ogniowe, drogi przemieszczenia oraz rejon rozmieszczenia i jeden dwa zapasowe rejony rozmieszczenia. Rejon rozmieszczenia odwodu przeciwpancernego powinien znajdować się na kierunku zagrożenia pancernego i w pobliżu węzłów dróg zapewniających dogodny manewr pododdziałów na rubieże ogniowe. Zapasowe rejony rozmieszczenia wybiera się w głębi pasa (rejonu) tyłowego na spodziewanych kierunkach wprowadzenia do walki odwodów przeciwnika.
Najbliższą rubież ogniową odwodu przeciwpancernego wyznacza się tak, aby pogłębić (wzmocnić) obronę przeciwpancerną pododdziałów pierwszego rzutu. Kolejne rubieże wybiera się z uwzględnieniem przewidywanego zagrożenia i sposobu prowadzenia walki obronnej. Odwód przeciwpancerny osiąga gotowość do działania w rejonie rozmieszczenia i wychodzi na wyznaczoną rubież ogniową do wykonania zadań na rozkaz (sygnał) dowódcy ogólnowojskowego.

## Odwód przeciwpancerny w natarciu
Organizowany jest w celu zwalczania wozów bojowych i czołgów przeciwnika wykonujących zwrot zaczepny. Prowadzi on działanie na kreślonych kierunkach z zaplanowanych z reguły 2-3 rubieżach ogniowych oraz z rubieży nieplanowych; może też na linii kontaktu bojowego zabezpieczać wejście co walki sił pierwszego rzutu.
Przed natarciem odwód przeciwpancerny zajmuje rejon rozmieszczenia w miejscu dogodnym do wykonania zadań wsparcia walki o utrzymanie dogodnej rubieży, wejścia do walki i dalszego działania. Odwód przeciwpancerny może przed rozpoczęciem natarcia zająć rejon wyjściowy lub bezpośrednio z marszu rubież ogniową do wykonania zadań ogniem na wprost w ogniowym przygotowaniu ataku.
W toku natarcia odwód przeciwpancerny przemieszcza się w wyznaczonym kierunku zagrożenia pancernego, zajmując kolejne rejony rozmieszczenia w gotowości do zajęcia zaplanowanych lub nieplanowych rubieży ogniowych. Rubieże ogniowe do odparcia kontrataku przeciwnika wyznacza się w odległości zapewniającej pogłębienie obrony przeciwpancernej pododdziałów pierwszego rzutu.